# سازه فولادی

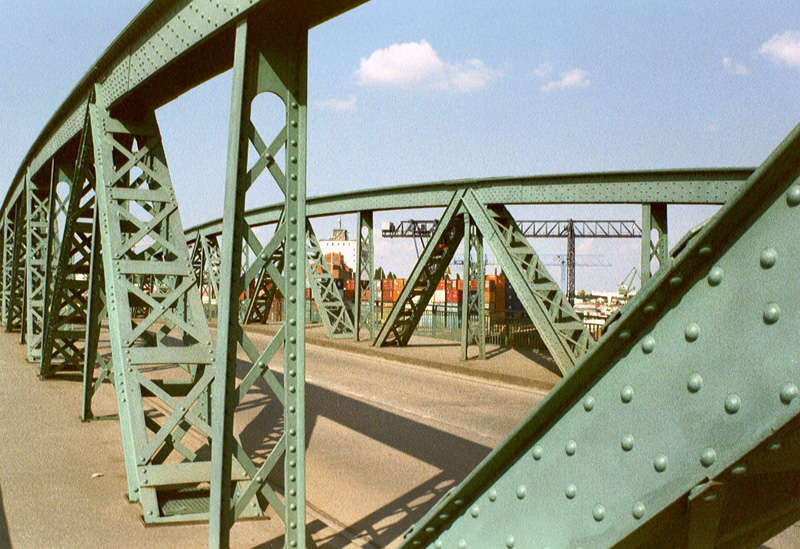
سازه فولادی یک پل

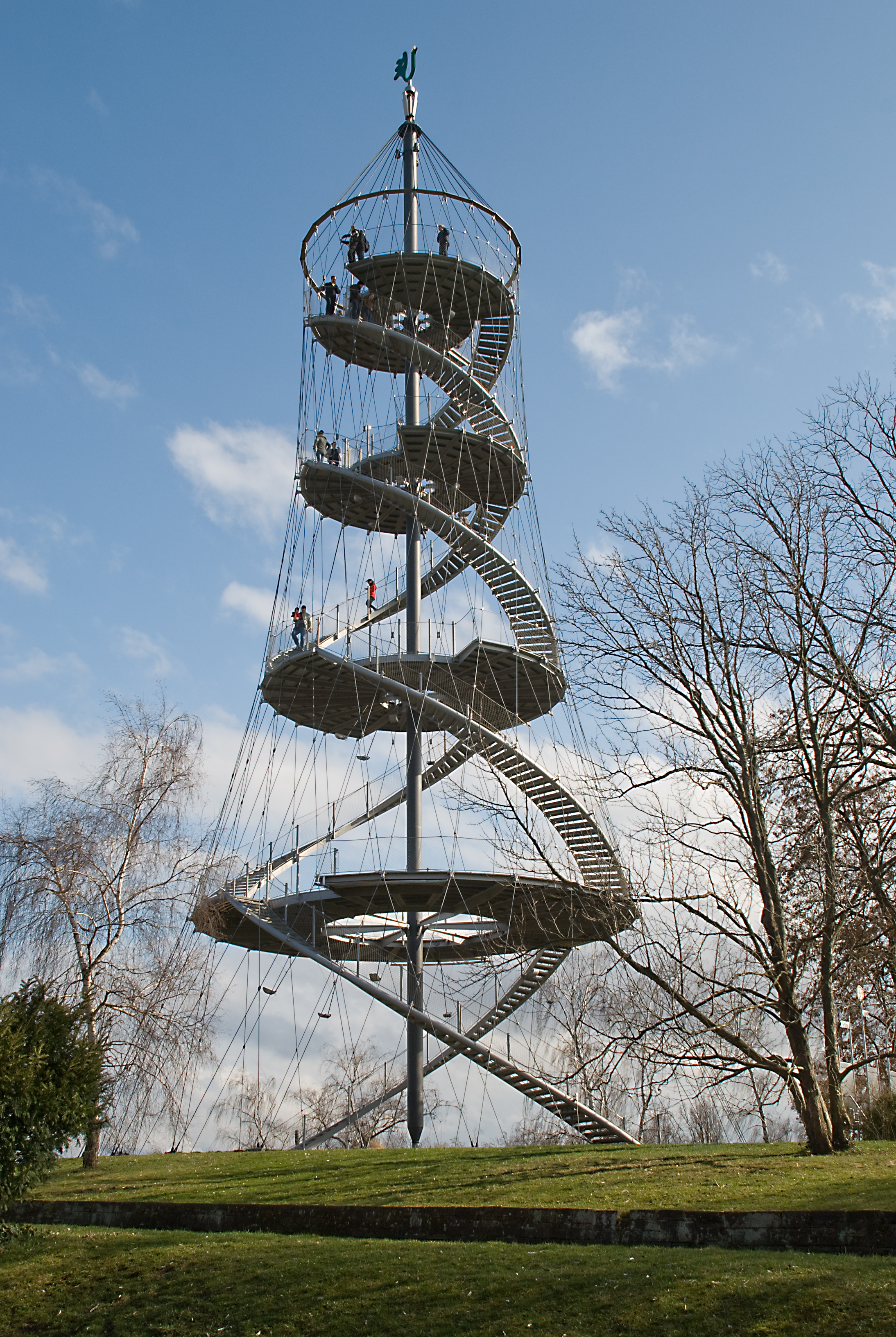
سازه کابلی یک نماد معماری

سازه فولادی گونه‌ای از سازه است که مصالح اصلی آن که برای تحمل بارها و انتقال آن‌ها به کار می‌رود از فولاد است. اتصالات به کار رفته در این گونه سازه‌ها از نوع جوشی، پرچی یا پیچ و مهره می‌باشد و بسته به گونه اتصالات، قطعات طرح شده و کنترل‌های مربوط بر روی آن‌ها انجام می‌شود.
اکنون فولاد از مهم‌ترین مصالح برای ساخت ساختمان و پل و سایر سازه‌های ثابت است. مقاومت فولاد (تنش تسلیم) مورد استفاده در بازه۲۴۰۰kgr/cm ۲ تا
۷۰۰۰kgr/cm ۲ است که برای ساختمان‌های معمولی از فولاد با مقاومت
۲۴۰۰kgr/cm ۲ که به آن فولاد نرمه گفته می‌شود استفاده می‌گردد.

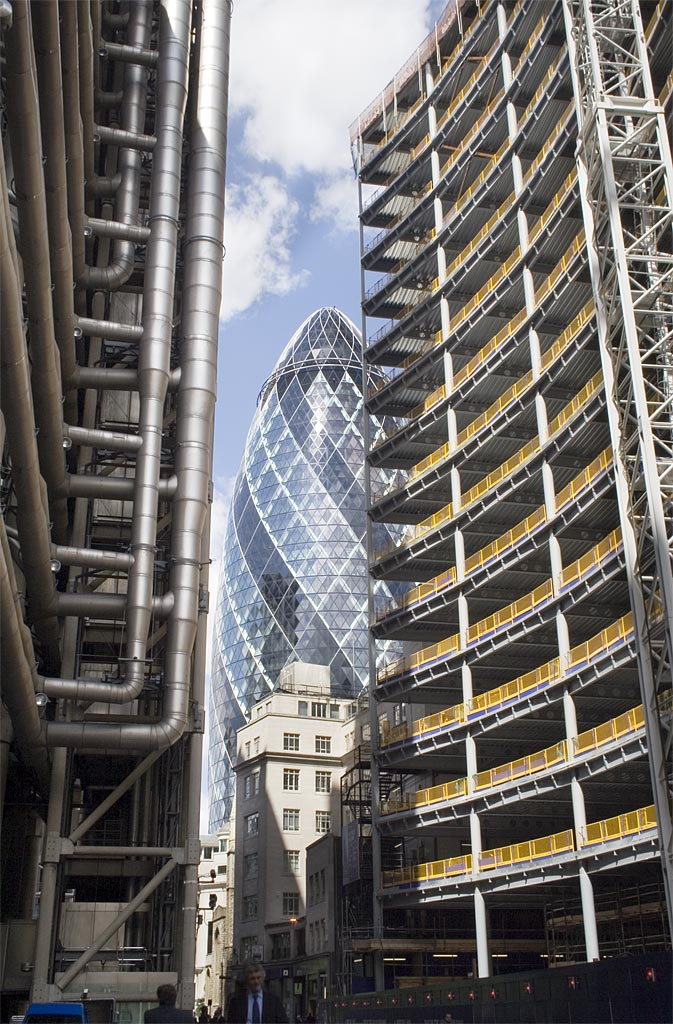
اسکلت فولادی مستطیلی یا «قاب پیرامونی» در ساختمان ویلیس (راست) در کنار ساختمان تبر سنت ماری ۳۰ با اسکلت مورب در لندن.

اسکلت فولادی یا قاب فولادی اصطلاحی است که در ساختمان‌سازی به کار می‌رود. ساختمان‌هایی با اسکلت فولادی، از ستون‌های عمودی و تیرهای I-شکل افقی که به شکل شبکه‌های مستطیلی به هم وصل شده‌اند، تشکیل گردیده‌اند. این شبکهٔ مستطیل-شکل، وظیفهٔ نگه‌داری طبقات، سقف‌ها و دیوارهایی را که به اسکلت ساختمان وصل شده‌اند، بر عهده دارد. توسعهٔ این فناوری، امکان ساخت آسمان‌خراش‌ها را فراهم کرده‌است.

## تاریخچه اسکلت فولادی
استفاده از فولاد به‌عنوان مصالح ساختمانی حدوداً از اوایل قرن ۲۰ آغاز شد و در حین جنگ دوم جهانی به‌صورت قابل‌توجهی گسترش یافت. بعد از جنگ جهانی دوم تهیه فولاد امری به‌مراتب راحت‌تر از قبل شده بود و قیمت فولاد کاهش چشمگیری داشت که این مسئله باعث شد بسیاری از طراحان از اسکلت فلزی برای ساخت ساختمان‌های گوناگون استفاده نمایند.

## مفهوم کلی
پروفیل یا نیمرخ یا سطح مقطع یک ستون فولادی نورد شده، مانند حرف H در زبان انگلیسی است. جهت فراهم کردن مقاومت مناسب در برابر تنش‌های فشاری، فلنج‌های ستون‌ها دارای ضخامت و گستردگی بیشتری نسبت به فلنج‌های تیرها است. فولادهایی با مقاطع مربعی و دایره‌ای توخالی نیز به‌طور معمول جهت پر شدن توسط خمیر بتن استفاده می‌شوند. تیرهای فولادی توسط پیچ و مهره و سایر اتصالات به ستون‌ها وصل می‌شوند. در گذشته نیز از پرچ برای اتصال استفاده می‌شد. به دلیل بیشتر بودن لنگر خمشی در تیرها، معمولاً جان مقطع فولادی تیرهای I-شکل دارای ارتفاع بیشتری نسبت به جان ستون‌ها است.
از عرشه‌های فولادی، می‌توان به عنوان قالب‌های راه‌ راه در زیر لایهٔ ضخیمی از بتن مسلح، برای پوشش کف طبقات سازه با قاب فولادی استفاده کرد. استفاده از قطعات بتنی پیش‌ساخته نیز روش متداول دیگری است. معمولاً در آخرین طبقهٔ ساختمان‌های تجاری، از فضای خالی بین سطح بیرونی و قطعات سازه‌ای کف طبقه به عنوان محلی برای کابل‌ها یا کانال‌های هوا استفاده می‌شود.
اسکلت ساختمان باید از نفوذ حرارت بالا محافظت شود. زیرا نرم شدن فولاد در دمای زیاد، می‌تواند موجب فروپاشیدن ساختمان گردد. در ستون‌ها می‌توان با پوشانده شدن توسط مواد مقاومی در برابر آتش همچون مصالح بنایی، بتن یا لایهٔ گچی این مشکل را برطرف کرد. تیرها را نیز می‌توان با بتن، لایهٔ گچی یا اسپری‌های مخصوص عایق‌کاری در برابر حرارت، پوشش داد. همچنین از پوشش‌های سقفی مقاوم در برابر آتش نیز می‌توان بهره برد.
لایهٔ بیرونی ساختمان با استفاده از تکنیک‌های ساخت‌وساز یا سبک‌های معماری مختلف به اسکلت ساختمان متصل می‌شود. از آجر‌ها، سنگ‌ها، قطعات بتنی، شیشه، صفحات فلزی و رنگ، برای محافظت از فولاد در برابر تغییرات آب‌وهوایی استفاده می‌شوند.

## در ایران
سازه فلزی با دیوار برشی فولادی: که وزن آهن آلات مصرفی در آن ۴۵تا۵۵ کیلوگرم برای هر مترمربع است که نسبت به سازه‌های متداول ۴۰ درصد کمتر است.
در این نوع ساختمان برای ساختن ستون‌ها و تیر از پروفیل فولادی استفاده می‌شود. همچنین از نبشی تسمه و برای زیرستون‌ها از صفحات فولادی (بیس پلیت) استفاده می‌نمایند و معمولاً دو قطعه را به‌وسیله جوش به هم دیگر متصل می‌نمایند. سقف این نوع ساختمان‌ها ممکن است تیرآهن و طاق ضربی باشد یا از انواع سقف‌های دیگر از قبیل تیرچه‌بلوک غیره استفاده می‌گردد.
برای پارتیشن‌ها می‌توان مانند ساختمان‌های بتونی از انواع آجر یا قطعات گچی یا چوبی و سفال‌هایی تیغه‌ای استفاده نمود. درهرحال جداکننده‌ها می‌باید از مصالح سبک انتخاب شود. در بعضی کشورها برخلاف کشور ما برای اتصال قطعات از جوش استفاده نکرده بلکه بیشتر از پرچ یا پیچ و مهره استفاده می‌نمایند. البته برای ستون‌ها نیز می‌توان به‌جای تیرآهن از نبشی یا ناودانی استفاده نمود.
به‌طورکلی منظور از ساختمان فلزی ساختمانی است که ستون‌ها و تیرهای اصلی آن از پروفیل‌های مختلف فلزی بوده و بار سقف‌ها و دیوارها و جداکننده‌ها (پارتیشن‌ها) به‌وسیله تیرهای اصلی به ستون منتقل‌شده و وسیله ستون‌ها به زمین منتقل گردد.

## روش‌های طراحی سازه‌های فولادی ساختمانی
ابعاد پروفیل‌های مورد استفاده در سازه‌های فلزی را می‌توان با یکی از روش‌های زیر محاسبه کرد. از روش‌های زیر دو روش تنش مجاز و روش حدی در مقررات ملی ساختمان مبحث ۱۰ ایران آورده شده‌است.
- روش تنش مجاز
- روش طرح پلاستیک
- روش حالت حدی

## تاریخچه ساختمان‌های فولادی
استفاده از فولاد به عنوان مصالح ساختمانی حدوداً از اوایل قرن ۲۰ آغاز شد و در حین جنگ دوم جهانی به صورت قابل توجهی گسترش یافت. بعد از جنگ دوم جهانی تهیه فولاد امری به مراتب راحت‌تر از قبل شده بود و قیمت فولاد کاهش چشمگیری داشت که این مسئله باعث شد بسیاری از طراحان از اسکلت فلزی برای ساخت ساختمان‌های گوناگون استفاده نمایند

## مشخصات مکانیکی فولاد
مهمترین مشخصه مکانیکی فولاد نمودار تنش _ کرنش آن می‌باشد که از روی آن تنش تسلیم یا تنش جاری شدن بدست می‌آید.
آنچه فولاد را به عنوان یک مصالح ساختمانی مناسب معرفی کرده می‌تواند شامل موارد زیر باشد:
- تغییر شکل در اثر بارگذاری و ایجاد تنش یکنواخت
- وجود خاصیت الاستیک و پلاستیک
- شکل‌پذیری
- خاصیت چکش خواری و تورق
- خاصیت خمش پذیری
- خاصیت فنری و جهندگی
- خاصیت چقرمگی
- خاصیت سختی استاتیکی و دینامیکی
- مقاومت نسبی بالا
- ضریب ارتجاعی بالا
- جوش پذیری
- همگان++ بودن
- امکان استفاده از ضایعات
- امکان تقویت مقاطع در صورت نیاز

## میزان مصرف فولاد در ساختمان‌های فلزی
در ساختمان‌های فلزی، هزینه با توجه به میزان مصرف فولاد در هر متر مربع مساحت کف (تصویر افقی) یا متر مکعب ساختمان محاسبه می‌شود. هزینه ساخت و میزان مصرف فولاد به عوامل زیر بستگی دارد:
- تعداد طبقات
- بار اعمال شده به طبقات
- دهانه‌ها در اطراف ستون
- ضخامت سقف
- سیستم سازه‌ای (سیستم انتقال بارهای قائم و جانبی)[۳]

## اسکلت فلزی یا بتنی بهتر است؟
با مقایسه این دو سازه با هم به این مسئله پی می‌بریم

### مزایای سازه اسکلت فلزی
- کم وزن بودن اسکلت فلزی
- پیروی فولاد از قانون هوک تا تنش‌های بزرگ (خاصیت ارتجاعی فولاد)
- مقاومت بسیار بالای قطعات فلزی و ارتباط مقاومت به وزن؛ که این خود باعث می‌شود در دهانه سوله مورد استفاده قرار گیرند.
- کارا بودن آن در سازه‌های طویل
- خاصیت یکنواختی: معمولاً فلز در کارخانه‌های بسیار بزرگ با دقیق تهیه می‌شود، به همین علت می‌توان به یکنواخت بودن خواص اطمینان کرد.
- فولاد دوام بسیار بالایی دارد که در ساختمان‌های فلزی بسیار مناسب می‌باشد و این باعث استفاده از آن در مدت زمان طولانی می‌گردد.
- فولاد معمولاً توانایی تحمل ضربه را دارد که یکی از علل مقاومت در مقابل خرابی است.
- قطعات فلزی و فولاد همگن هستند (پیوستگی).
- مقاومت متعادل فلز و فولاد: مصالح فلزی در مقابل کشش و فشار رفتاری یکسان و همچنین در برش نیز خوب هستند. در زمان تغییر وضعیت بار، بر اثر نیروی وارده قابل تعویض و همین‌طور در بارهای پیش‌بینی شده معمولاً در نتیجهٔ برش نشات گرفته از آن هستند.
- امکان مقاوم‌سازی: اگر در قسمتی از ساختمان بخشی به علت محاسبات غیر دقیق و اشتباه یا تغییر در اجرا درست اجرا نشده باشد می‌توان با پرچ کردن یا جوش و … آن را تقویت نمود ویا قسمت‌هایی اضافه نمود.
- ساخت و نصب راحت
- سرعت نصب: سرعت نصب قطعات فلزی بسیار کمتراز اجرای بتن در ساختمان است.
- پرتی مصالح: اسکلت فلزی نسبت به اجرای بتن و … در ساختمان پرتی کمتری دارد.
- اشغال
- فضا: اسکلت فلزی از نظر ابعاد کوچکتر از ساختمانهای بتنی است، سطح بلا استفاده در ساختمانهای بتنی بیشتر ایجاد می‌شود.

### مزیای سازه بتنی
1. هزینه سازه‌های بتنی نسبت به سازه‌های فلزی کمتر است و با توجه به هزینه سازه‌های بتنی مقام تر است.
2. بتن آرمه از لحاظ مقاومت و در مقابل شرایط محیطی سخت‌تر است.
3. بتن آرمه یا همان اسکلت بتنی به دلیل شکل‌پذیری بالایی که دارد در تمام پروژه‌ها از جمله پل، ساختمان و… قابل استفاده است.
4. بتن آرمه و در واقع انواع اسکلت بتنی در مقابل آتش و حرارت بسیار مقاوم تر است و زمان بیشتری زمان می‌برد تا فولاد داخلی بتن در برابر حرارت تغییر نشان دهد.
5. طول عمر سازه‌های بتنی از دیگر سازه‌ها بیشتر است.
6. با توجه به این که سازه‌های فلزی زمان کمتری برای نصب و پیاده‌سازی می‌برند، سازه‌های بتنی زمان بیشتری برای انجام کار احتیاج دارند.

برای کارفرمایانی که قصد دارند با توجه به پیشرفت پروژه خرد خرد پرداخت هزینه‌ها را داشته باشند اسکلت بتنی بهترین انتخاب می‌باشد.
- ۷-اجرای اسکلت بتنی در مقایسه با اسکلت فلزی از ظرافت، تخصص و حساسیت کمتری برخوردار است و با توجه به تعدد اجرای این نوع اسکلت، پیمانکاران با تجربه ای آن را اجرا می‌کنند.

استاندارد و دوام اسکلت فلزی منوط به ساختن قطعات در کارخانه، استفاده از اتصالات پیچ و مهره و انجام آزمایشات تست جوش است. اما انجام این اقدامات در کشور ما هزینه‌های ساخت را بشدت بالاتر می‌برد.
1. کمانش اجزاء در انواع اسکلت بتنی ساختمان کمتر است و علت آن تفاوت رفتار بتن و آهن در برابر نیرو است.
2. هزینه نگهداری اسکلت بتنی ساختمان کمتر است. به مرور زمان سطح بیرونی اسکلت فلزی دچار خوردگی شده و رفته رفته از ضخامت آن کاسته می‌شود، اقداماتی که این روند را کنترل می‌کنند هزینه بالایی دارند.

## وصله
اتصال دو پروفیل به صورت وصله در هر نقطه از بال مجاز است. وصله به صورت جوش سربه سر در اعضای کششی باید بتواند حداقل مقاومتی معادل 1.14Fy.A را از خود نشان دهد که در آن A کل سطح مقطع عضو وصله شده می‌باشد.

### وصله پوششی
روش‌های مختلفی برای وصله آرماتورها در ساختمان‌های بتن آرمه وجود دارد که رایج‌ترین آن‌ها وصله پوششی می‌باشد و از طریق اور لپ دو آرماتور در کنار هم صورت می‌گیرد تنها ویژگی وصله پوششی سادگی اجرای آن است اما در عین حال از معایب آن مصرف زیاد میلگرد در محل اتصال عملکرد مهندسی ضعیف درنقاط حساس و محدودیت آیین‌نامه‌ای ازلحاظ تراکم و قطر آرماتور می‌باشد.
۲-طراحی مرحله دوم بعد از گرفتن بتن:
در این مرحله مقطع مرکب شامل تیرچه فولادی و بتن باید تلاش‌های ناشی از تمام بارهای وارده به سقف (قبل و بعد از گرفتن بتن) را تحمل کند.

## کاربرد پیچ و مهره در صنعت ساختمان
پیچ و مهره‌های پر کاربرد در اسکلت فلزی شامل پیچ و مهره‌های فولادی گرید ۸٫۸ و ۱۰٫۹ با استاندارد DIN 931 – DIN 933 – DIN 934 و پیچ و مهره‌های HV در استاندارد DIN 6914 – DIN 6915 و واشرهای فولادی در استاندارد DIN 6916 است. امروزه این نوع پیچ و مهره‌ها در صنعت از کاربرد بالایی برخوردار می‌باشد.